# Майшягальский меморандум
Майшягальский меморандум  — договор об участке литовско-латвийской границы, проходящем по Балтийскому морю. Согласно которому было провозглашено, что Литва и Латвия будут руководствоваться положениями Конвенции о территориальном море и прилежащей зоне 1958 г. Подписание состоялось 20 мая 1995 года. На переговорах присутствовал президент Литвы Альгирдас Бразаускас, премьер-министр Адольфас Шлежявичюс, а также президент Латвии Гунтис Улманис.
В Майшягальском меморандуме, в частности, говорилось, что морскую границу в территориальном море стороны устанавливают в соответствии со статьей 12 Конвенции о территориальном море и прилежащей зоне 1958 г., используя конвенционное правило о равном отстоянии. Морская граница в исключительной экономической зоне должна была быть установлена как «средняя линия между вариантами, предлагаемыми обеими сторонами», а именно, как линия, пересекающая границу исключительной экономической зоны Швеции в точке 55 градусов 58 минут 03 секунды северной широты.

## История вопроса
Балтийское море лежит целиком в пределах шельфа. В то же время отдельные прибалтийские ученые обращали внимание на то, что говорить о шельфе Балтики в строгом смысле нельзя. По их мнению, для Балтики, как и для других подобных морей — эпиконтинентальных, почти замкнутых морских водоемов, следует отказаться от применения термина «шельф». Вместо него можно говорить просто о морском дне — морском дне Балтийского моря. В связи с этим предлагалось даже внести соответствующие изменения в тексты конституций всех трех балтийских республик. Подобная точка зрения не уменьшала и без того острые разногласия относительно разграничения морских пространств Латвии и Литвы.
В 1921 г. для урегулирования уже существовавших (но не имевших в то время непосредственного отношения к морским углеводородным ресурсам) пограничных вопросов между Латвией и Литвой была образована согласительная комиссия. В результате ее работы была определена сухопутная граница двух стран, близкая границе Курляндской губернии бывшей Российской империи. Морскую границу между двумя новообразованными балтийскими государствами представляла прямая линия, являющаяся продолжением сухопутной границы в сторону моря. Морская граница между Латвией и Литвой, установленная в 20-х годах XX в., не вызывала никаких взаимных претензий практически вплоть до начала 90-х годов. Договор о восстановлении государственной границы между Латвийской Республикой и Литовской Республикой, заключенный 29 июня 1993 г., с приложением «Инструкция о создании смешанной комиссии по восстановлению государственной границы» предусматривал, что часть государственной границы, которая представляет собой морскую границу, должен определять отдельный договор.

## Ход подписания
22 апреля 1994 г. в официальной латвийской газете появилось сообщение пресс-центра МИД Латвии о состоявшихся 18 апреля в Бауске переговорах между Латвией и Литвой об установлении морской границы. В 1995 г. Латвией и Литвой были сформированы рабочие группы, основной задачей которых было достижение компромиссного решения путем переговоров. По результатам переговоров планировалось заключение двух договоров: о делимитации морской границы между двумя странами и о зоне общих интересов. В мае 1995 г. главы государств и правительств подписали в Майшягале меморандум.

## Приложение
1. 1 2 3 4  Овлащенко А. В. Латвия и Литва: от вчерашних споров к перспективам совместного морского недропользования // Закон. — 1991. — С. С. 35-36..
2. ↑  Зологин Б. С., Косарев А. Н. Моря. М.: Мысль, 1999. С. 3.
3. ↑  Гудялис В. О понятии «шельф Балтийского моря» / Сб. тезисов 1-го Международного научно& го семинара «Балтийское море: вчера, сегодня, завтра». Рига: Латвийский фонд «BALTICA», 1991. С. 35-36